# Парламентские выборы в Испании (1971)
29 сентября 1971 года в Испании прошли всеобщие выборы, на которых граждане избрали 104 из 564 членов Испанских кортесов — законодательного собрания Франкистской Испании.

## Проведение выборов
Чтобы иметь право голоса, граждане должны быть главами семей, замужними женщинами или вдовами. Чтобы стать кандидатом, граждане должны родиться в провинции, в которой они баллотируются, проживать в ней, начиная с 14-летнего возраста, не менее семи лет, иметь поддержку 1000 избирателей из 0,5 процента населения провинции и быть членом Национального движения.
На выборах было выдвинуто 230 кандидатов, которые заняли 104 места в Испанских кортесах. Остальные места были назначены правительством Испании.

## Результаты выборов
|                                     |                       |            |        |               |  |
| Партия                              | Партия                | Голосов    | %      | Мест получено |  |
|                                     | Национальное движение | 7 294 134  | 100,00 | 561           |  |
| Всего                               | Всего                 | 7 294 134  | 100,00 | 561           |  |
| Явка избирателей                    | Явка избирателей      | 17 252 103 | 42,28  |               |  |
| Источник: Inter-Parliamentary Union |                       |            |        |               |  |